# 張達
張 達（ちょう たつ、生没年不詳）は、中国三国時代の人物。蜀漢の張飛配下の将。

## 事績
章武元年（221年）6月、蜀漢の皇帝・劉備が孫権を討伐するに当たり、張飛も出陣を命じられていた。しかしその矢先、幕下の張達と范彊が張飛を暗殺し、その首級を持って孫権の下へ出奔した。
『三国志』張飛伝では、張飛暗殺の理由について直接的な形ではないが、その事件に先立ち劉備が「君は人を処刑することが多すぎる上に、日々兵士を鞭で叩いている。しかも彼らを左右の者としているが、それは禍いの道だ」と張飛を咎めていたことが記述されている。

## 三国志演義
羅貫中の小説『三国志演義』でも張飛配下の将として登場。義兄の関羽の仇討ちに燃える張飛から3日以内に、全軍用の白い旗と防具を用意するよう命じられる。范疆と張達は期限の延長を願い出たが、張飛から鞭で打たれた上、期限までに用意できなければ処刑すると宣告される。そこで両名は張飛の暗殺を決意。その寝所へ忍び込むと酒に酔い潰れた張飛を刺殺し、首級を持って孫権の下へ出奔した。
その後、劉備は関羽・張飛の仇討ちのため、孫権討伐の兵を起こす（夷陵の戦い）。連敗を重ねた孫権は范疆・張達を捕縛し、張飛の首と共に劉備の下へ送還し、和睦を請願。両名は張飛の子の張苞によって斬殺される。